# Kissing Cup's Race
Kissing Cup's Race é um filme mudo de esporte britânico de 1920, dirigido por Walter West e estrelado por Violet Hopson, Gregory Scott e Clive Brook. É baseado na peça homônima de Campbell Rae Brown.

## Trama
As chances do cavalo de um aristocrata, ganhando a corrida são dificultadas pelas tentativas de sabotagem de seus rivais.

## Elenco
- Violet Hopson - Constance Medley
- Gregory Scott - Lord Hilhoxton
- Clive Brook - Lord Rattlington
- Arthur Walcott - John Wood
- Philip Hewland - Vereker
- Adeline Hayden Coffin - Lady Corrington
- Joe Plant - Bob Doon